# Carroll County (Arkansas)
Carroll County is een county in de Amerikaanse staat Arkansas.
De county heeft een landoppervlakte van 1.632 km² en telt 25.357 inwoners (volkstelling 2000). De hoofdplaats is Berryville.

## Plaatsen
| - Beaver - Berryville - Busch - Elk Ranch | - Eureka - Eureka Springs - Grandview - Green Forest | - Holiday Island - Metalton - Oak Grove - Osage | - Rudd - Rule - Urbanette |